# Danielle Scott (narciarka dowolna)
 Danielle Scott (ur. 7 marca 1990 w St Leonards) – australijska narciarka dowolna, specjalizuje się w skokach akrobatycznych. W 2013 roku wywalczyła brązowy medal podczas mistrzostw świata w Voss, plasując się za Chinką Xu Mengtao i Rosjanka Wieronika Korsunowa. Zdobyła też srebrny medal na mistrzostwach świata w Sierra Nevada w 2017 roku, rozdzielając Ashley Caldwell z USA i Xu Mengtao. W 2014 roku wystartowała na igrzyskach olimpijskich w Soczi, gdzie zajęła 9. miejsce w skokach akrobatycznych. Na rozgrywanych cztery lata później igrzyskach w Pjongczangu była dwunasta. Brała też udział w igrzyskach olimpijskich w Pekinie w 2022 roku, plasując się na dziesiątej pozycji.
W Pucharze Świata zadebiutowała 15 stycznia 2012 roku w Mont Gabriel, gdzie zajęła ósme miejsce. Tym samym już w swoim debiucie wywalczyła pierwsze pucharowe punkty. Na podium zawodów tego cyklu po raz pierwszy stanęła 18 stycznia 2014 roku w Lake Placid, kończąc rywalizację na drugie pozycji. W zawodach tych uplasowała się między dwoma Chinkami: Li Niną i Zhang Xin. Najlepsze wyniki osiągnęła w sezonie 2016/2017, kiedy to zajęła szóste miejsce w klasyfikacji generalnej, a w klasyfikacji skoków akrobatycznych była druga. Ponadto w sezonie 2015/2016 także była w klasyfikacji skoków, a w sezonie 2014/2015 zajęła trzecie miejsce.

## Osiągnięcia

### Igrzyska olimpijskie
| Miejsce | Dzień     | Rok  | Miejscowość | Konkurencja        | Zwyciężczyni  |
| ------- | --------- | ---- | ----------- | ------------------ | ------------- |
| 9.      | 14 lutego | 2014 | Soczi       | Skoki akrobatyczne | Ałła Cuper    |
| 12.     | 16 lutego | 2018 | Pjongczang  | Skoki akrobatyczne | Hanna Huśkowa |
| 10.     | 14 lutego | 2022 | Pekin       | Skoki akrobatyczne | Xu Mengtao    |

### Mistrzostwa świata
| Miejsce | Dzień       | Rok  | Miejscowość   | Konkurencja                  | Zwyciężczyni      |
| ------- | ----------- | ---- | ------------- | ---------------------------- | ----------------- |
| 3.      | 7 marca     | 2013 | Voss          | Skoki akrobatyczne           | Xu Mengtao        |
| 5.      | 15 stycznia | 2015 | Kreischberg   | Skoki akrobatyczne           | Laura Peel        |
| 2.      | 10 marca    | 2017 | Sierra Nevada | Skoki akrobatyczne           | Ashley Caldwell   |
| 4.      | 10 marca    | 2021 | Ałmaty        | Skoki akrobatyczne           | Laura Peel        |
| 2.      | 23 lutego   | 2023 | Bakuriani     | Skoki akrobatyczne           | Kong Fanyu        |
| 4.      | 28 marca    | 2025 | Engadyna      | Skoki akrobatyczne drużynowo | Stany Zjednoczone |
| 3.      | 30 marca    | 2025 | Engadyna      | Skoki akrobatyczne           | Kaila Kuhn        |

### Puchar Świata

#### Miejsca w klasyfikacji generalnej
- sezon 2011/2012: 33.
- sezon 2012/2013: 25.
- sezon 2013/2014: 18.
- sezon 2014/2015: 12.
- sezon 2015/2016: 10.
- sezon 2016/2017: 6.
- sezon 2017/2018: 37.
- sezon 2018/2019: –
- sezon 2019/2020: –

Od sezonu 2020/2021 klasyfikacja skoków akrobatycznych jest jednocześnie klasyfikacją generalną.
- sezon 2020/2021: 14.
- sezon 2021/2022: 4.
- sezon 2022/2023: 1.
- sezon 2023/2024: 1.
- sezon 2024/2025: 3.

#### Miejsca na podium w zawodach
1. Lake Placid – 18 stycznia 2014 (skoki) – 2. miejsce
2. Pekin – 20 grudnia 2014 (skoki) – 2. miejsce
3. Moskwa – 21 lutego 2015 (skoki) – 1. miejsce
4. Deer Valley – 5 lutego 2016 (skoki) – 2. miejsce
5. Mińsk – 20 lutego 2016 (skoki) – 2. miejsce
6. Beidahu – 17 grudnia 2014 (skoki) – 2. miejsce
7. Beidahu – 18 grudnia 2014 (skoki) – 1. miejsce
8. Lake Placid – 14 stycznia 2017 (skoki) – 2. miejsce
9. Mińsk – 25 lutego 2017 (skoki) – 2. miejsce
10. Secret Garden – 17 grudnia 2017 (skoki) – 1. miejsce
11. Deer Valley – 6 lutego 2021 (skoki) – 1. miejsce
12. Ruka – 11 grudnia 2021 (skoki) – 1. miejsce
13. Ruka – 4 grudnia 2022 (skoki) – 1. miejsce
14. Deer Valley – 3 lutego 2023 (skoki) – 1. miejsce
15. Engadyna – 5 marca 2023 (skoki) – 1. miejsce
16. Ałmaty – 19 marca 2023 (skoki) – 2. miejsce
17. Ruka – 3 grudnia 2023 (skoki) – 2. miejsce
18. Deer Valley – 2 lutego 2024 (skoki) – 2. miejsce
19. Lac-Beauport – 10 lutego 2024 (skoki) – 2. miejsce
20. Lac-Beauport – 11 lutego 2024 (skoki) – 3. miejsce
21. Ałmaty – 10 marca 2024 (skoki) – 2. miejsce
22. Lake Placid – 18 stycznia 2025 (skoki) – 2. miejsce
23. Deer Valley – 7 lutego 2025 (skoki) – 2. miejsce
24. Beidahu – 23 lutego 2025 (skoki) – 3. miejsce
25. Ałmaty – 2 marca 2025 (skoki) – 3. miejsce